# Amasia (continente)

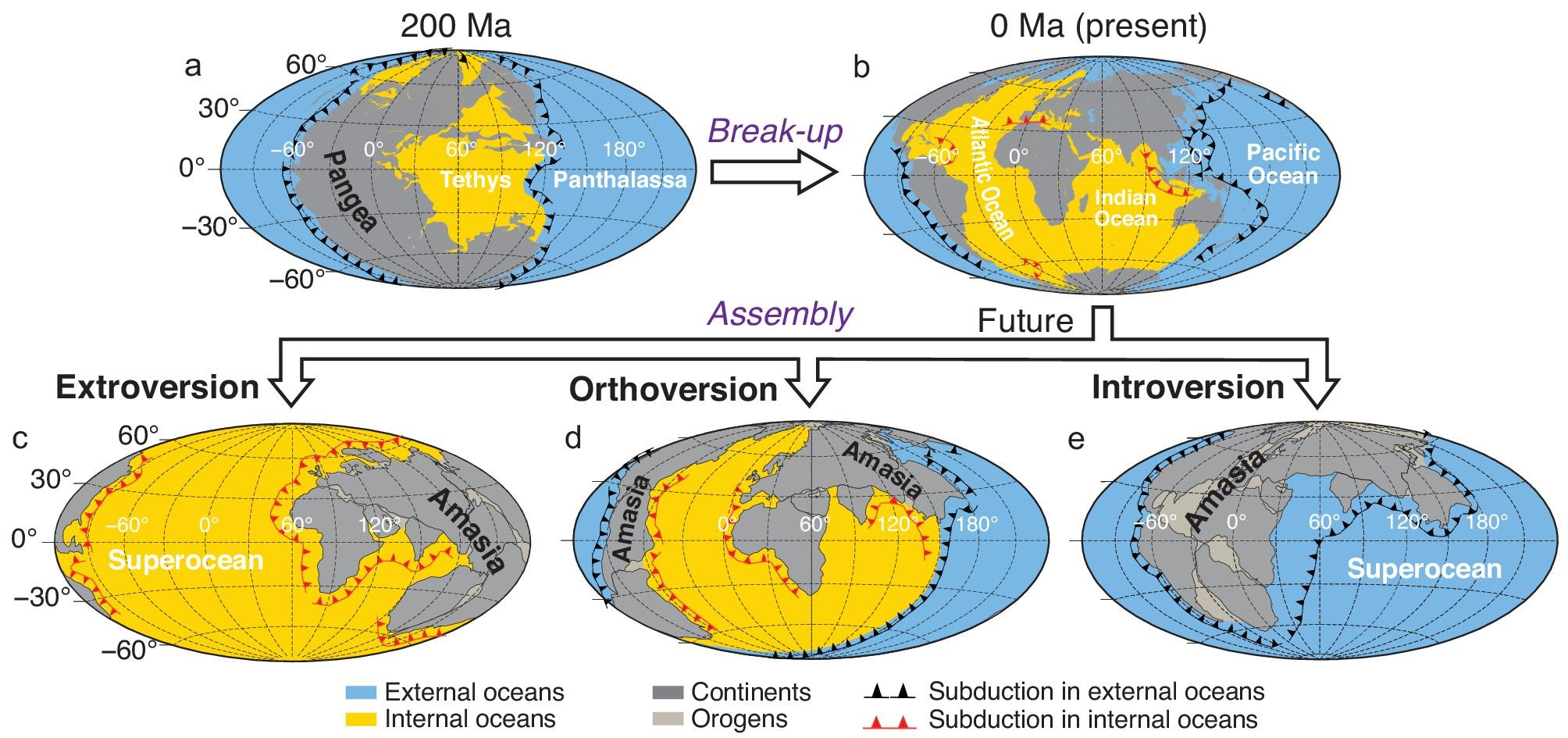
Supercontinente Amasia - possibili modalità di formazione

Amasia è un ipotetico supercontinente futuro, che potrebbe derivare dalla fusione delle strutture continentali dell'Asia e del Nord America, come alternativa alla formazione di Pangea Ultima.
L'ipotesi geofisica che sostiene il modello di Amasia si basa prevalentemente sul fatto che la placca tettonica del Pacifico ha già in corso processi di subduzione rispetto alla placca euroasiatica ed alla placca nordamericana, un processo che se continuato porterebbe alla loro saldatura.
Al contempo, a causa della presenza della Dorsale medio atlantica, il Nord America si sposterebbe verso occidente. Quindi in futuro l'oceano Atlantico sarebbe destinato a diventare più largo dell'oceano Pacifico.
In Siberia, il confine tra la placca eurasiatica e quella nordamericana è rimasto stazionario per milioni di anni; la combinazione di tutti questi fattori dinamici causerebbe quindi una fusione dell'Asia con il Nord America, formando così un nuovo supercontinente.
Uno studio pubblicato su Nature nel 2012 ha teorizzato che Amasia potrebbe formarsi sul versante del Polo nord in un periodo compreso fra 50 e 200 milioni di anni nel futuro, portando alla chiusura del Mar Glaciale Artico.

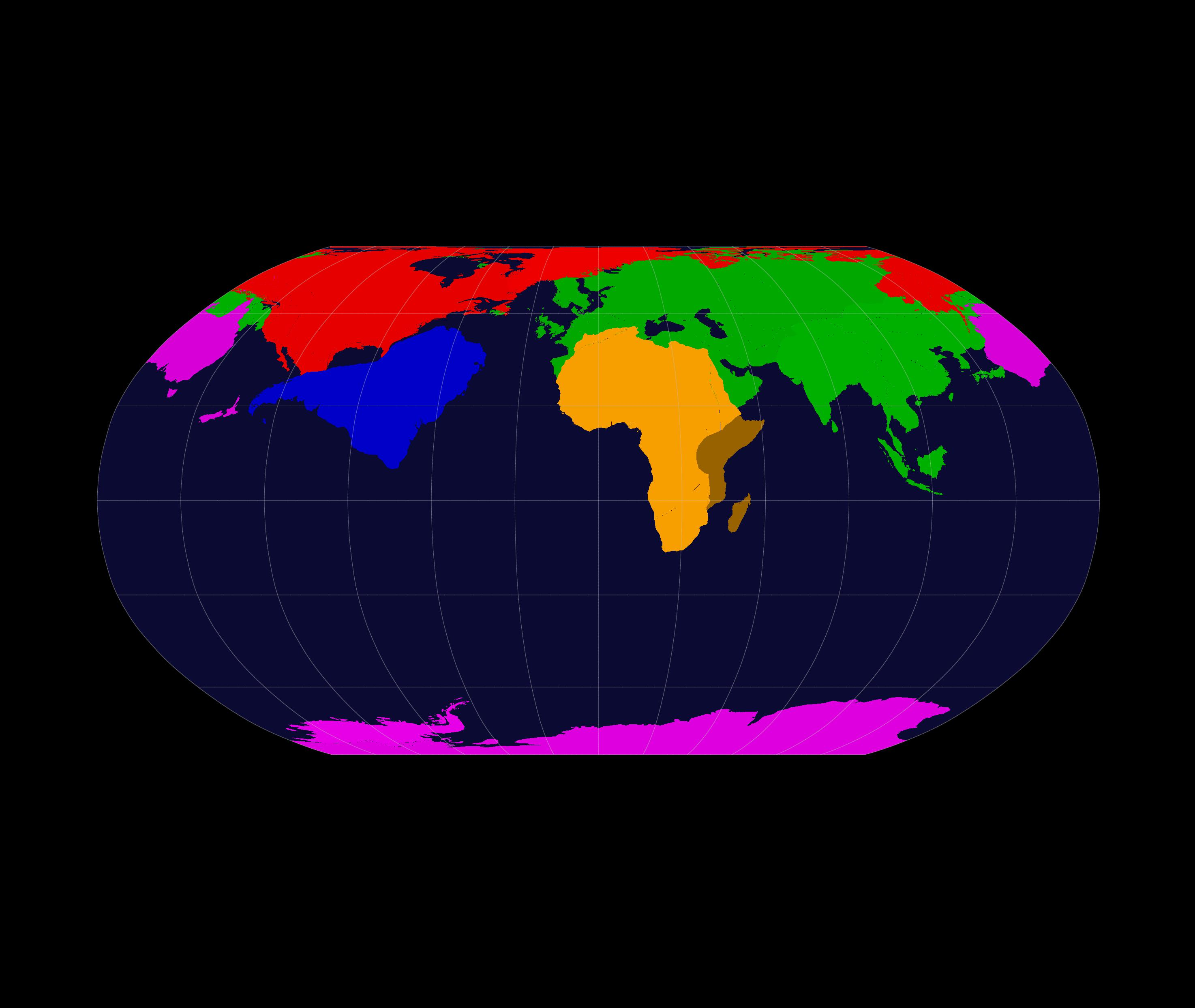
Ricostruzione di un possibile aspetto di Amasia